# Ray Blue

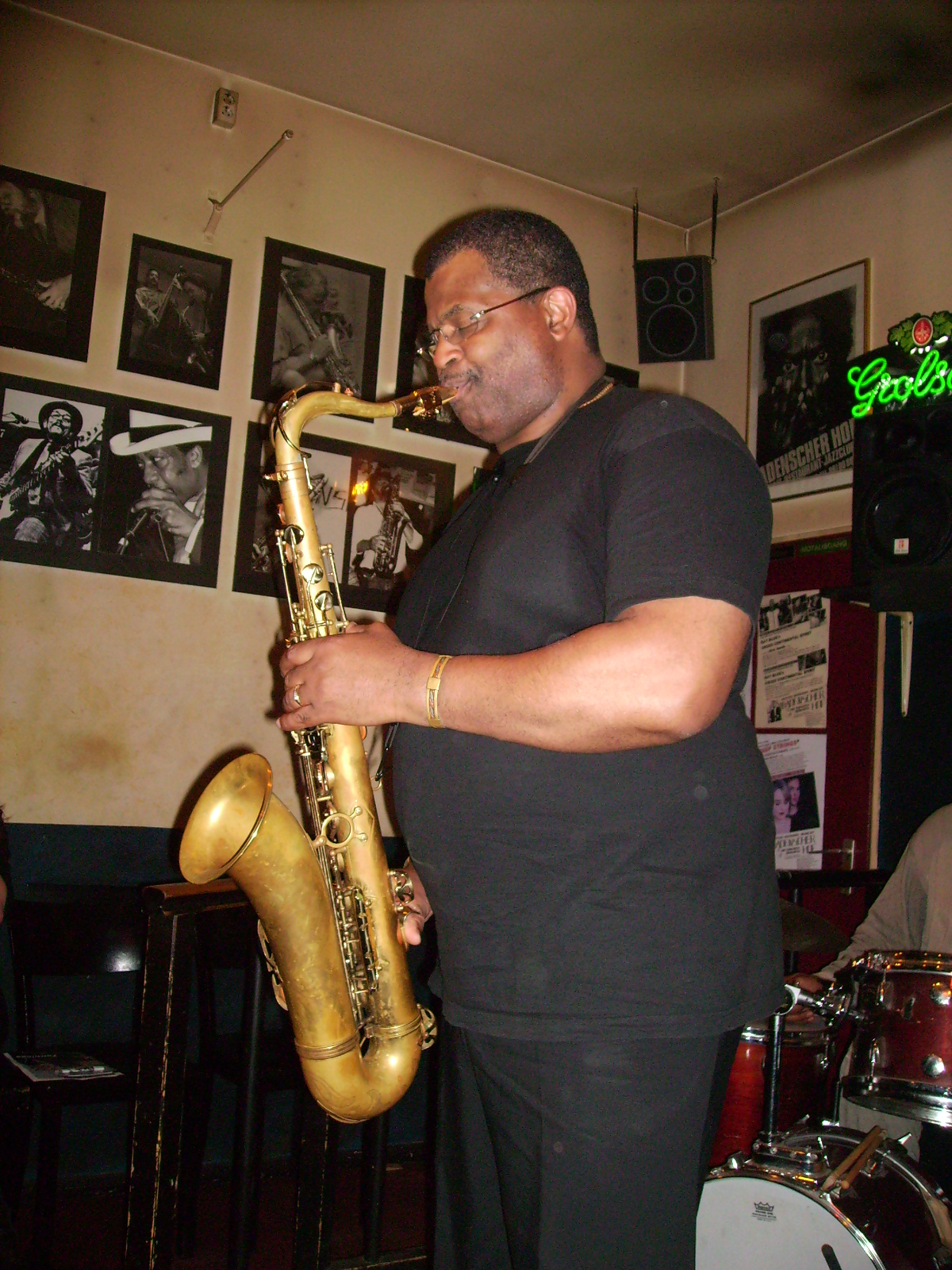
Ray Blue in Berlin, 2010

Ray Blue (* 17. August 1950 in Portsmouth (Virginia); † 22. Mai 2025) war ein amerikanischer Jazzmusiker, Bandleader, Komponist, Arrangeur und Interpret auf dem Tenor-, dem Alt- und dem Sopransaxophon. Zugleich lehrte er als Musikdozent.

## Ausbildung
Blue wuchs in Peekskill, New York, auf. Mit acht Jahren begann er, Klarinette zu spielen. Im Alter von vierzehn Jahren lernte er, Saxophon und Bassklarinette zu spielen. In seiner Schulzeit musizierte er in Orchestern, Big Bands, R&B- und Soul-Bands. Ray Blue war Absolvent der University of Iowa und der William Penn University, die jährlich den „Ray Blue Jazz Award“ an einen Studenten vergibt. Er studierte – unter anderem an der Jazzmobile – mit Paul Jeffreys, Charles Davis, Sonny Sharrock und wurde von Ornette Coleman, Arthur Blythe und anderen Saxophonisten gefördert.

## Konzertauftritte
Blue wirkte in verschiedenen Jazz- und R&B-Bands, etwa bei Steve Turré, John Gilmore, Eddie Henderson oder Gary Bartz mit. Er trat zusammen mit dem Sun Ra Arkestra, den Cotton Club All-Stars, dem Spirit Of Life Ensemble und anderen Bigbands auf. Als Bandleader arbeitete er mit John Patton, Michael Cochrane, Reggie Moore, Larry Willis, Bobby Battle und Doc Powell zusammen. Im November 1999 besuchte Ray Blue erstmals die Schweiz, Deutschland und Frankreich. Er trat bei internationalen Festivals auf, so zum Beispiel auf dem Zanzibar International Film Festival, dem North Sea Jazz Festival, Kapstadt, Südafrika, dem Macufe Festival, Bloemfontain, Südafrika, dem European Union Annex Festival, Dublin, Irland, dem Audi Jazz Festival, Brüssel, Belgien, dem Macao Jazz Festival, China, dem The Newport in New York Festival, dem New York State Black Arts Festival, Albany, dem Köpenicker Blues und Jazz Festival, Berlin, dem Midi Modern Music Festival, Peking, China, dem Pori Jazz Festival, Finnland, dem Festival Jazz à Foix, Frankreich, und dem Bayonne Jazz Festival, Frankreich. Außerdem gab er Konzerte in Jazzclubs. Ab 2001 führten ihn seine Auftritte auch regelmäßig nach China.

## Einspielungen
Ray Blue spielte zahlreiche Aufnahmesessions für Bands von RCA und Columbia Records als Sideman ein. Im Jahr 2001 wurde sein erstes Album Always With A Purpose veröffentlicht. Es folgten Live at Liars Theater (2004) und Live at Liars Theater 2 (2005). Im Jahr 2006 nahm er Transvision für das Label Neuklang auf. Sein 2010 veröffentlichtes Album trägt den Titel Berries and Blues.

## Lehrtätigkeit
Als Musikdozent unterrichtete Blue in den USA, Europa und Asien. Er war Gründer der Cross-Cultural Connection Inc., die Jazz in Bildungseinrichtungen und öffentlichen Institutionen fördert. Er leitete „Jazz Education Workshops“ und Meisterklassen. Ray Blue lebte in New York und Berlin.